# Hermbstaedtia caffra
Hermbstaedtia caffra är en amarantväxtart som först beskrevs av Carl Daniel Friedrich Meisner, och fick sitt nu gällande namn av Horace Bénédict Alfred Moquin-Tandon. Hermbstaedtia caffra ingår i släktet Hermbstaedtia och familjen amarantväxter. Inga underarter finns listade i Catalogue of Life.